# Пашкевич, Яков Антонович
Яков Антонович Пашкевич (1889 — 1920) — участник Белого движения на Юге России, командир 2-го Корниловского ударного полка, полковник.

## Биография

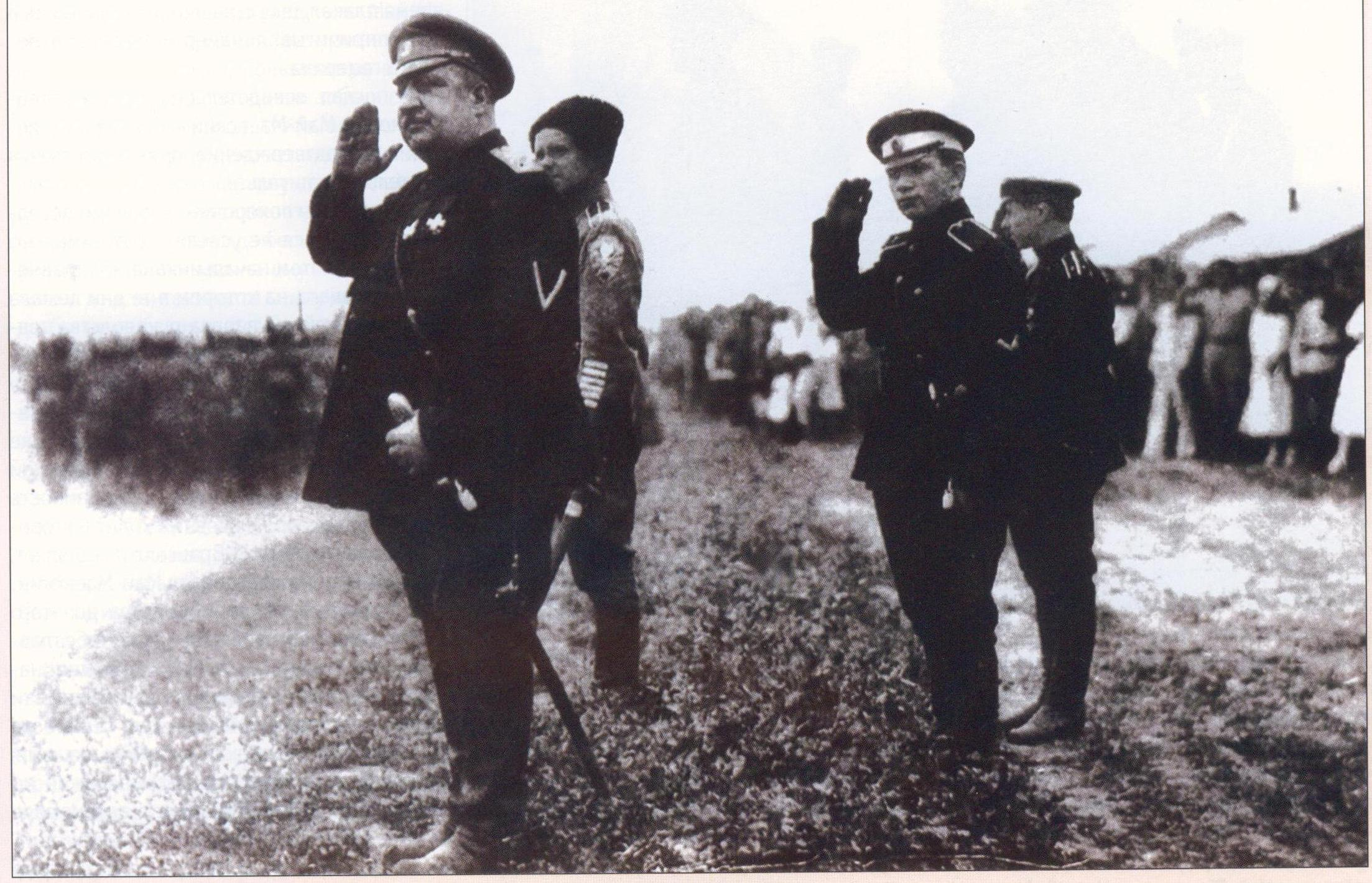
Смотр 2-му Корниловскому ударному полку в г. Ростове генералом Май-Маевским. Второй слева — командир полка капитан Пашкевич.

Происходил из крестьян. Уроженец Минской губернии. Начальное образование получил дома.
На военную службу вступил 21 января 1910 года. По окончании Тифлисского военного училища 1 октября 1914 года был произведен в подпоручики. В Первую мировую войну состоял в 13-м Финляндском стрелковом полку. Был несколько раз ранен. Произведен в поручики 12 октября 1916 года, в штабс-капитаны — 19 марта 1917 года. Из наград имел орден Св. Станислава 3-й степени с мечами и бантом.
С началом Гражданской войны вступил в Добровольческую армию, был зачислен в Корниловский ударный полк. Участвовал в 1-м Кубанском походе, в 1918 году был начальником пулеметной роты Корниловского полка. Произведен в капитаны 26 декабря 1918 года. В начале 1919 года был начальником учебной команды Корниловского полка, а в мае того же года возглавил формирование 2-го Корниловского ударного полка, командиром которого и был назначен с 15 июля 1919 года.
Со 2-м Корниловским полком участвовал в Московском походе ВСЮР, в том числе в Орловско-Кромском сражении. Отличился в бою за деревню Зиновьево 25 сентября 1919 года, когда видя угрожающее своему полку положение, перешел в контратаку с двумя ротами корниловцев и неожиданно ударил красным во фланг, что привело к их отступлению; в этом бою был тяжело ранен. Произведен в полковники 8 октября 1919 года за боевые отличия. В ноябре 1919 вернулся в полк после ранения. С 19 апреля по 28 мая 1920 года в Крыму временно командовал Корниловской дивизией, был награждён орденом Св. Николая Чудотворца за прорыв Перекопских укреплений красных 25 мая 1920 года, позволивший Русской армии выйти в Северную Таврию. Затем вернулся в свой полк. Был смертельно ранен в голову 15 (28) июля 1920 года в бою у села Большой Токмак, скончался на руках у сестры милосердия Екатерины Глик. Был похоронен в Симферополе на новом кладбище.

## Награды
- Орден Святого Станислава 3-й ст. с мечами и бантом (ПАФ 7.05.1917)
- Орден Святителя Николая Чудотворца (Приказ Главнокомандующего, № 3651, 16 сентября 1920)